# Clarence Saunders
Clarence Saunders, född 14 september 1963, är en friidrottare från Bermuda. Han deltog vid olympiska sommarspelen 1984, olympiska sommarspelen 1988 och olympiska sommarspelen 1992.